# Những bạn nhỏ tinh nghịch
Những bạn nhỏ tinh nghịch là một bộ phim truyền hình Mỹ/Canada. Phim được sản xuất bởi Warner Bros. Animation.

## Phát hành DVD
Warner Home Video từng phát hành 15 trong 53 phim Những bạn nhỏ tinh nghịch bao gồm DVD chỉ phim Những bạn nhỏ tinh nghịch: Eggs-traordinary Adventure
| DVD Tên                            | Tập # | Ngày phát hành      | Chủ đề đặc biệt                                                      |
| ---------------------------------- | ----- | ------------------- | -------------------------------------------------------------------- |
| Eggs-traordinary Adventure         | 3     | 25 tháng 5 năm 2004 | - 1 bonus episode - 2 music videos - Granny's Activity Day Challenge |
| 4 Kid Favorites: Baby Looney Tunes | 12    | 17 tháng 1 năm 2012 | - Menu Challenge: Baby Trivia - Menu Challenge: What's That Sound?   |

Ở Vương quốc Anh, 4vol đã được phát hành thành DVD từ 15 tháng 7 năm 2013. 
| Tên DVD         | Danh sách tập | Ngày phát hành      |
| --------------- | --- | ------------------- |
| Baby Bugs Bunny | Bruce Bunny/Leader of the Pack Flower Power/Lightning Bugs Sylvester Flush House/I Strain The Sandman Is Coming/Some Assembly Required                            | 15 tháng 7 năm 2013 |
| Baby Taz        | The Creature from the Chocolate Chip/Card Bored Box School Daze/Things That Go Bugs in the Night Taz in Toyland/A Secret Tweet Comfort Level/Like a Duck to Water | 15 tháng 7 năm 2013 |
| Baby Sylvester  | Mr. McStuffles/Picture This! Hair Cut-Ups/A Clean Sweep Daffy Did It!/Pig Who Cried Wolf New Cat in Town and Magic of Spring                                      | 15 tháng 7 năm 2013 |
| Baby Tweety     | All Washed Up/Did Not! Did Too! Tea and Basketball/Taz You Like It Band Together/War of the Weirds The Harder They Fall/Business As Unusual                       | 15 tháng 7 năm 2013 |

## Tổng quan
- Looney Tunes
- Danh sách tập phim Những bạn nhỏ tinh nghịch